# Captivating the King
Captivating the King är en sydkoreansk historisk romantikserie som hade premiär på strömningstjänsten Netflix den 21 januari 2024. Första säsongen består av 16 avsnitt.

## Handling
Serien kretsar kring kärlekshistorien mellan Yi In, en olycklig kung som inte har någon omkring sig som han kan lita på, och Kang Hee-soo, som försöker lura honom för att hämnas.

## Rollista (i urval)
- Jo Jung-suk – Yi In
- Shin Se-kyung – Kang Hee-soo / Kang Mong-woo
- Lee Shin-young – Kim Myung-ha
- Choi Dae-hoon – Yi Seon
- Lee Gyu-hoe – Park Jong-hwan
- Yang Kyung-won – Yoo Hyun-bo
- Jo Sung-ha – Kim Jong-bae
- Son Hyun-joo – Kang Hang-sun
- Kang Hong-seok – Joo Sang-hwa
- Park Ye-young – Court Lady Dong